# Giovanna Daffini
Giovanna Iris Daffini (Motteggiana, 22 aprile 1914 – Gualtieri, 7 luglio 1969) fu una cantante popolare italiana.
Originariamente lavoratrice nelle risaie come mondina, divenne esponente di spicco del Nuovo Canzoniere Italiano imponendosi come una delle voci di punta del folk italiano degli anni sessanta

## Biografia
Nata nel 1914 in frazione Villa Saviola di Motteggiana, comune del Mantovano, iniziò giovanissima a lavorare come suonatrice ambulante e, nella stagione della monda del riso, come mondina nelle zone di Novara e di Vercelli. Fu durante il suo lavoro in risaia che apprese le canzoni popolari che successivamente l'avrebbero resa celebre grazie alla sua voce e alla sua personale interpretazione; ad esse si aggiunsero le canzoni politiche e di protesta, che la Daffini imparò durante la Resistenza.
Continuò poi la sua attività di cantante e suonatrice con il marito Vittorio Carpi, violinista, durante feste di matrimonio e di paese.
Nel 1962 fu scoperta dagli etnomusicologi Roberto Leydi e Gianni Bosio; fu dapprima informatrice degli studiosi e poi cantante professionista nel gruppo del Nuovo Canzoniere Italiano. Partecipò agli spettacoli Bella Ciao (1964), nel quale cantò, tra l'altro, Bella ciao delle mondine, Amore mio non piangere e Sciur padrun da li beli braghi bianchi, e Ci ragiono e canto (1966), durante il quale si esibì, tra l'altro, nella canzone politica Vi ricordate quel diciotto aprile.
Morì a 55 anni a Gualtieri per un tumore.

## Repertorio
Il repertorio di Giovanna Daffini comprendeva vari filoni: canti della tradizione mondina padana; canti politici e di protesta della Resistenza e degli anni cinquanta; canzoni narrative; successi della musica leggera liberamente reinterpretati.
I canti della tradizione mondina interpretati dalla Daffini spaziavano su vari temi: dalla denuncia della durezza e malsanità del lavoro in risaia (Bella ciao delle mondine) a quella dello sfruttamento delle risaiole da parte dei datori di lavoro (Saluteremo il signor padrone; Sciur padrun da li beli braghi bianchi); non mancavano però canti di tematica amorosa (Amore mio non piangere; Il fischio del vapore), canti in cui tutte queste tematiche si intrecciavano (L'amarezza delle mondine) e canti di festa come L'uva fogarina.
Tra i canti politici e di protesta, si ricordano in primo luogo canti legati alla lotta di liberazione dal Nazi-Fascismo, come A morte la casa Savoia e canti dei primi anni del Dopoguerra, come Vi ricordate quel diciotto aprile; si inseriscono in questo filone anche canzoni narrative dedicate ad anarchici o a martiri politici: Le ultime ore e la decapitazione di Sante Caserio o Sacco e Vanzetti.
Uno spazio importante era occupato anche dalle canzoni narrative di tradizione padana con al centro storie d'amore (molto spesso con epilogo tragico); tra queste si ricordano la Donna Lombarda di Gualtieri, una delle molte versioni della più celebre canzone narrativa padana, e Le carrozze sono già preparate.

## Discografia

### Album
- 1964 - La mariuleina - Canzoni padane (I Dischi del Sole, DS 32)
- 1967 - Una voce un paese (I Dischi del Sole, DS 146/48)
- 1975 - Amore mio non piangere (I Dischi del Sole, DS 1063/65)
- 1991 - L'amata genitrice (CD, I Dischi del Mulo, 300 004-2)[6]

### Singoli
- 1967 - Festa d'aprile/Ama chi ti ama (I Dischi del Sole, LR 45/4)

## Letteratura sull'argomento
- Serafino Prati, Giovanna Daffini cantastorie, Reggio Emilia, Edizioni Libreria Rinascita, 1975.
- Cesare Bermani, Giovanna Daffini e il Nuovo Canzoniere Italiano, in Comune di Gualtieri, Assessorato alla cultura (a cura di), Giovanna Daffini. L'amata genitrice. Atti del Convegno. Palazzo Bentivoglio, 30-31 maggio 1992, Reggio Emilia, AGE Grafico-editoriale, 1993,  pp. 21-46.
- Maria Chiara Periotto (a cura di), Giovanna Daffini : il segno vitale del canto. Antologia di documenti in memoria di Giovanna Iris Daffini, cantante popolare, voce della risaia, Comune di Motteggiana, 2002.